# James Curtis Clark
James Curtis Clark ( n. 1951 ) es un botánico estadounidense con reconocida autoridad en Asteraceae específicamente con el género Encelia. Desarrolla actividades académicas en la Universidad Politécnica Estatal de California, en Pomona.

## Algunas publicaciones
- james c. Clark. 1979. Systematic Studies of Eschscholzia (Papaveraceae). 174 pp.

- ------------------------. 1974. Ecogeographic Races of Lesquerella Engelmannii (Cruciferae): Distribution, Chromosome Numbers, and Taxonomy. Editor Univ. of Oklahoma, 98 pp.

- La abreviatura «C.Clark» se emplea para indicar a James Curtis Clark como autoridad en la descripción y clasificación científica de los vegetales.[1]